# Campeonato Sergipano 2010
In 2010 werd het 87ste Campeonato Sergipano gespeeld voor voetbalclubs uit de Braziliaanse staat Sergipe. De competitie werd georganiseerd door de FSF en werd gespeeld van 15 januari tot 9 mei. Er werden twee toernooien gespeeld, omdat nieuwkomer River Plate beide won was er geen finale om de titel meer nodig. 

## Eerste toernooi
| Plaats | Club          | Wed. | W  | G | V  | Saldo | Ptn. |
| ------ | ------------- | ---- | -- | - | -- | ----- | ---- |
| 1.     | River Plate   | 18   | 10 | 3 | 5  | 26:16 | 33   |
| 2.     | Itabaiana     | 18   | 9  | 3 | 6  | 27:18 | 30   |
| 3.     | Confiança     | 18   | 8  | 5 | 5  | 34:26 | 29   |
| 4.     | Olímpico      | 18   | 8  | 5 | 5  | 29:22 | 29   |
| 5.     | América (1)   | 18   | 8  | 4 | 6  | 28:27 | 28   |
| 6.     | São Domingos  | 18   | 7  | 4 | 7  | 25:23 | 25   |
| 7.     | Sergipe (1)   | 18   | 5  | 7 | 6  | 25:28 | 19   |
| 8.     | Guarany (1)   | 18   | 4  | 8 | 6  | 21:28 | 17   |
| 9.     | Sete de Junho | 18   | 4  | 5 | 9  | 21:31 | 14   |
| 10.    | Riachuelo     | 18   | 2  | 6 | 10 | 11:28 | 9    |

 (1): América, Sergipe en Guarany kregen drie strafpunten voor het opstellen van een niet-speelgerechtigde speler.
|  | Geplaatst voor tweede toernooi en voor finale |
|  | Geplaatst voor tweede toernooi                |
|  | Degradatie                                    |

## Tweede toernooi
| Plaats | Club        | Wed. | W | G | V | Saldo | Ptn. |
| ------ | ----------- | ---- | - | - | - | ----- | ---- |
| 1.     | River Plate | 6    | 3 | 3 | 0 | 8:5   | 12   |
| 2.     | Confiança   | 6    | 3 | 1 | 2 | 10:8  | 10   |
| 3.     | Olímpico    | 6    | 1 | 3 | 2 | 6:7   | 6    |
| 4.     | Itabaiana   | 6    | 0 | 3 | 3 | 4:8   | 3    |

|  | Geplaatst voor finale |

### Kampioen
| Campeonato Sergipano de 2010    |
| Sergipe                         |
| ------------------------------- |
| RIVER PLATE Kampioen (1° titel) |